# Mattie Do
Mattie Do (geboren in Los Angeles) ist eine US-amerikanische Regisseurin mit laotischen Wurzeln. Sie ist die erste Regisseurin eines laotischen Spielfilms. Ihr Regiedebüt, der Horrorfilm Chanthaly, ist der erste Film, der komplett in Laos geschrieben und produziert wurde. Chanthaly ist auch der erste Film aus Laos, der auf internationalen Filmfestivals außerhalb Südostasiens (u. a. Cannes und Toronto 2013) vorgestellt wurde. Do arbeitet derzeit an ihrem zweiten Spielfilm Dearest Sister (ນ້ອງຮັກ), der unter anderem über eine erfolgreiche  Indiegogo-Kampagne kofinanziert wurde.
Vor ihrer Rückkehr nach Laos im Jahr 2010 arbeitete Do als Maskenbildnerin für Filmproduktionen in Europa und Nordamerika. Do und ihr Mann Chris Larsen leben in Vientiane, Laos, und haben 2010 zusammen die Filmgesellschaft Sleepy Whippet Films gegründet.

## Auszeichnungen
Sitges Film Festival
- 2019: Auszeichnung für die Beste Regie (Bor Mi Vanh Chark)[9]